# Charly In-Albon
Charly In-Albon (* 23. Juni 1957) ist ein ehemaliger Schweizer Fussballspieler, der es in den Jahren 1977 bis 1986 auf 40 Länderspieleinsätze in der Schweizer Fussballnationalmannschaft gebracht hat.

## Karriere

### Vereine
Der aus dem Wallis stammende In-Albon erlernte beim FC Sion das Fussballspiel. Mit 20 Jahren feierte der Verteidiger im Jahre 1977 unter Trainer Roger Vonlanthen den Einstand in der «Nati». Bis 1979 spielte er im Stade de Tourbillon in der Kantonshauptstadt im Rhonetal und wechselte mit 22 Jahren nach Zürich zum dortigen Grasshopper-Club.
Er schaffte dort den Sprung vom Amateur zum Profi und verdiente auf Anhieb deutlich mehr als in Sion.
Im Hardturm-Stadion feierte er von 1982 bis 1984 den Meisterschafts-Hattrick. Auch im Cup konnte er dreimal in Folge in den Jahren 1988 bis 1990 den Gewinn verbuchen. Da in der Spielzeit 1982/83 und 1989/90 das Double gelang, kann der robuste Abwehrspieler je vier Meistertitel und Cupgewinne mit GC verzeichnen. Durch diese nationalen Erfolge erlebte In-Albon auch die Wettbewerbe im Europa-Cup. Im Meistercup konnte nur in der Saison 1984/85 über Honved Budapest die erste Runde überstanden werden. Juventus Turin sorgte dann in Runde zwei für das Aus. Bei den Cupsiegern gelangte GC im Spieljahr 1989/90 nach Erfolgen über Slovan Bratislava und Torpedo Moskau in den Viertelfinal, wo man erst am späteren Cup-Sieger Sampdoria Genua scheiterte.
Nach 402 Spielen in der Nationalliga A beendete Charly In-Albon im Jahre 1990 seine Laufbahn in der höchsten Klasse in der Schweiz. Anfang der 1990er Jahre liess er als Spieler-Trainer beim FC Winterthur und für kurze Zeit als Trainer beim FC Sion seine Karriere endgültig ausklingen.

### Nationalmannschaft, 1977 bis 1986
Nach seinem Einstand 1977 als 20-Jähriger gegen Finnland am 5. Oktober in Zürich folgten noch zwei weitere Berufungen im gleichen Jahr. Das dritte Spiel war die Begegnung am 16. November 1977 in Stuttgart gegen die Mannschaft von Helmut Schön. An der Seite von Libero Pierre-Albert Chapuisat, dem Vater von Stéphane Chapuisat, konnte er aber in diesem Spiel gegen die deutschen Stürmer Rüdiger Abramczik, Klaus Fischer und Wolfgang Seel, zumeist in Szene gesetzt von Heinz Flohe, nicht überzeugen und erlitt eine fast fünfjährige «Nati»-Pause. Trainer Paul Wolfisberg holte den rustikalen Verteidiger zum Länderspiel am 7. September 1982 in St. Gallen gegen Bulgarien in die Schweizer Auswahl zurück.
Jetzt gehörte er über Jahre zum Stamm der Nationalmannschaft. Ein sportlicher Höhepunkt war die Begegnung am 17. Juni 1983 in Basel im Freundschaftsspiel gegen Brasilien. Vor 58'000 Zuschauern war gerade die Abwehr mit In-Albon der Garant für den knappen und glücklichen 2:1-Erfolg der Ballkünstler aus Südamerika. Die Abwehrkünste der Verteidiger Egli und In-Albon lernte auch die deutsche Nationalmannschaft am 9. April 1986 in Basel unter Leitung des Team-Chefs Franz Beckenbauer vor der Weltmeisterschaft 1986 in Mexiko kennen. Die Männer um Matthäus und Magath kamen lediglich zu einem 1:0-Sieg. Mit dem 40. Länderspieleinsatz am 24. September 1986 in Stockholm gegen Schweden beendete In-Albon unter Trainer Daniel Jeandupeux seine Karriere in der «Nati».